# Ca l'Eulàlia (Tavertet)
Ca l'Eulàlia és una casa de Tavertet (Osona) inclosa a l'Inventari del Patrimoni Arquitectònic de Catalunya.

## Descripció
Casa que fa cantonada en una cruïlla. Consta de planta baixa i un pis i està cobert per teulada a doble vessant amb el carener perpendicular a la façana, la qual té dues obertures per planta amb la llinda i els brancals de carreus de pedra. L'ampit de la finestra de la planta baixa té molt voladís i els de les finestres superiors està motllurat amb una forma escalonada. El parament és de pedres irregulars però, a diferencia de la resta de cases del poble, les pedres estan disposades en filades força regulars que dona un efecte diferent a la façana.